# Lupus (książę Friuli)
Lupus (? - ok. 666) – książę Friuli w latach ok. 663–ok. 666.
Bezpośrednio po objęciu księstwa Friuli, Lupus najechał Grado ze znaczną częścią konnicy i splądrował miasto, następnie poszedł dalej na Akwileję, gdzie obrabował skarbiec patriarchy.
Gdy król Grimoald udał się na południe ratować syna Romualda i księstwo Benewentu przed najazdem cesarza bizantyńskiego Konstansa II, uczynił Lupusa odpowiedzialnym za Pawię. Podczas nieobecności Grimoalda, Lupus zachowywał się jak tyran sądząc, że król nie powróci. Został zmuszony do ucieczki do Cividale, głównej siedziby Friuli, a gdy król powrócił na północ, wszczął bunt. Grimoald natychmiast poprosił Awarów, by zaatakowali Friuli, żeby zapobiec wojnie domowej we Włoszech. Walki nad Flovius trwały cztery dni, w czasie których Lupus przez trzy dni nie poddawał się, biorąc wiele łupów i zabijając wielu mężczyzn, zanim własne straty i przybycie Awarów zmusiły jego wojsko do wycofania się. On sam zginął w bitwie.
Syn Lupusa Arnefrit rościł sobie prawa do Friuli po śmierci ojca, ale został pozbawiony urzędu przez Grimoalda. Córka Lupusa Teuderada (lub Teodorada) poślubiła wcześniej wspomnianego Romualda, syna Grimoalda. Pełniła rolę regentki Benewentu w imieniu ich syna, Gisulfa.